# Ataque de Donetsk en marzo de 2022
El ataque de Donetsk en marzo de 2022 fue un bombardeo contra la infraestructura civil en el centro de Donetsk, Ucrania, que según la República Popular de Donetsk fue llevado a cabo por las fuerzas ucranianas. El ataque ocurrió alrededor de las 11:31 hora local del 14 de marzo de 2022 durante la invasión rusa de Ucrania de 2022, dirigida a la calle Universitetskaya y la calle Artyoma en el centro de Donetsk. La información preliminar proporcionada por funcionarios de la RPD indicó que el ataque dejó 20 civiles muertos y 9 heridos. Más tarde, el número de muertos aumentó a 23 muertos y 28 heridos.
Las autoridades ucranianas culparon a Rusia por el ataque, indicando que fue una bandera falsa organizada para cubrir la muerte de civiles por parte de las fuerzas rusas en Járkov, Irpín y Mikolaiv. La explosión parecía haber ocurrido a partir de un objeto estacionario, como un coche bomba, debido al patrón de explosión y la falta de escombros de misiles. Las autoridades de la rebelde República Popular de Donetsk dijeron que el ataque fue realizado por el sistema de misiles tácticos Tochka-U utilizado por las fuerzas ucranianas, que fue derribado por las Fuerzas Armadas de la RPD.

## Galería

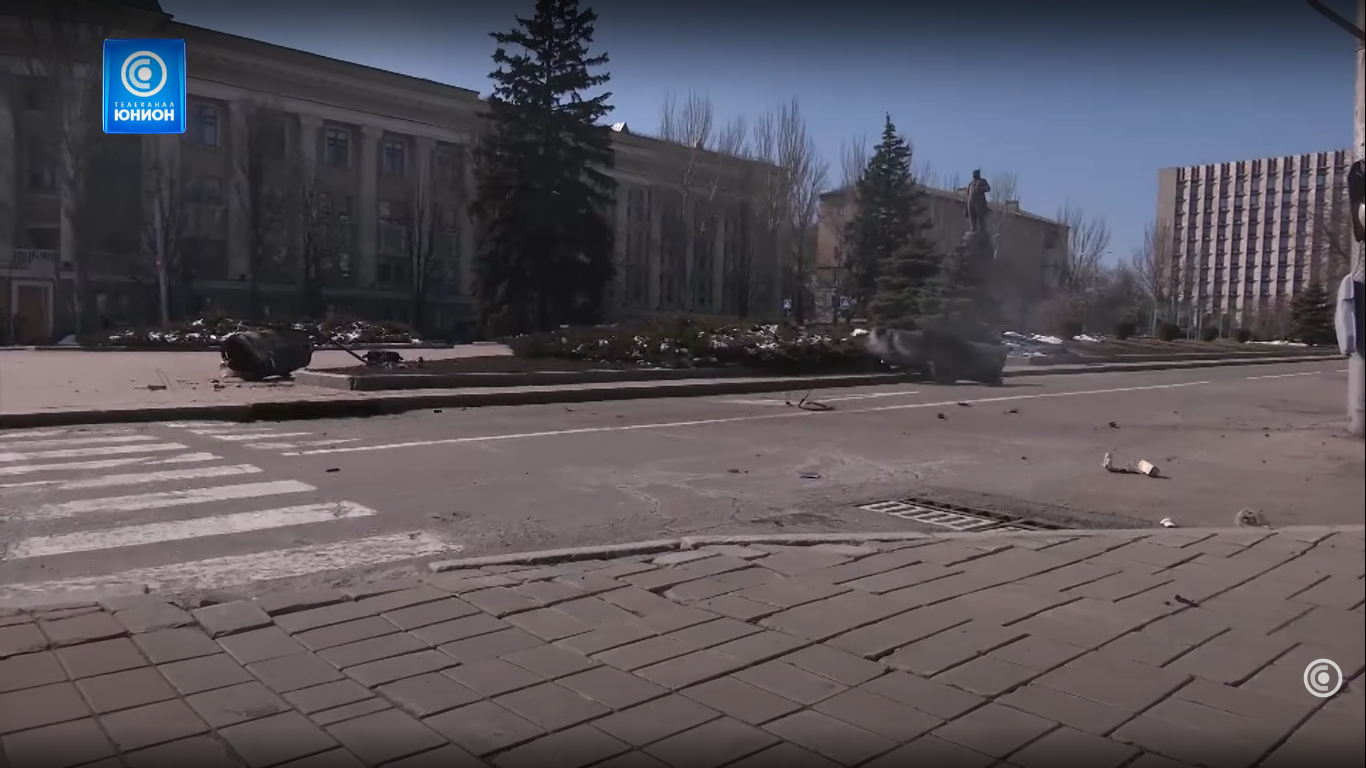
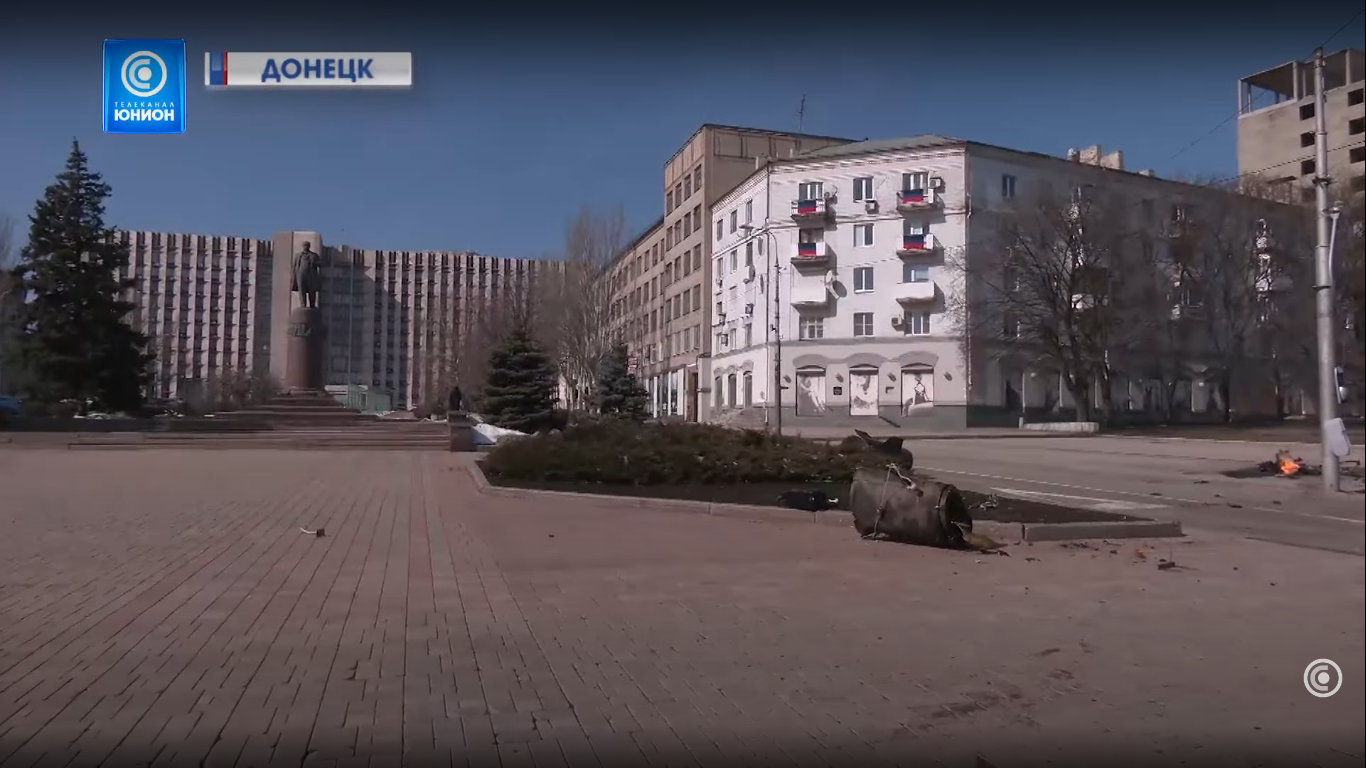
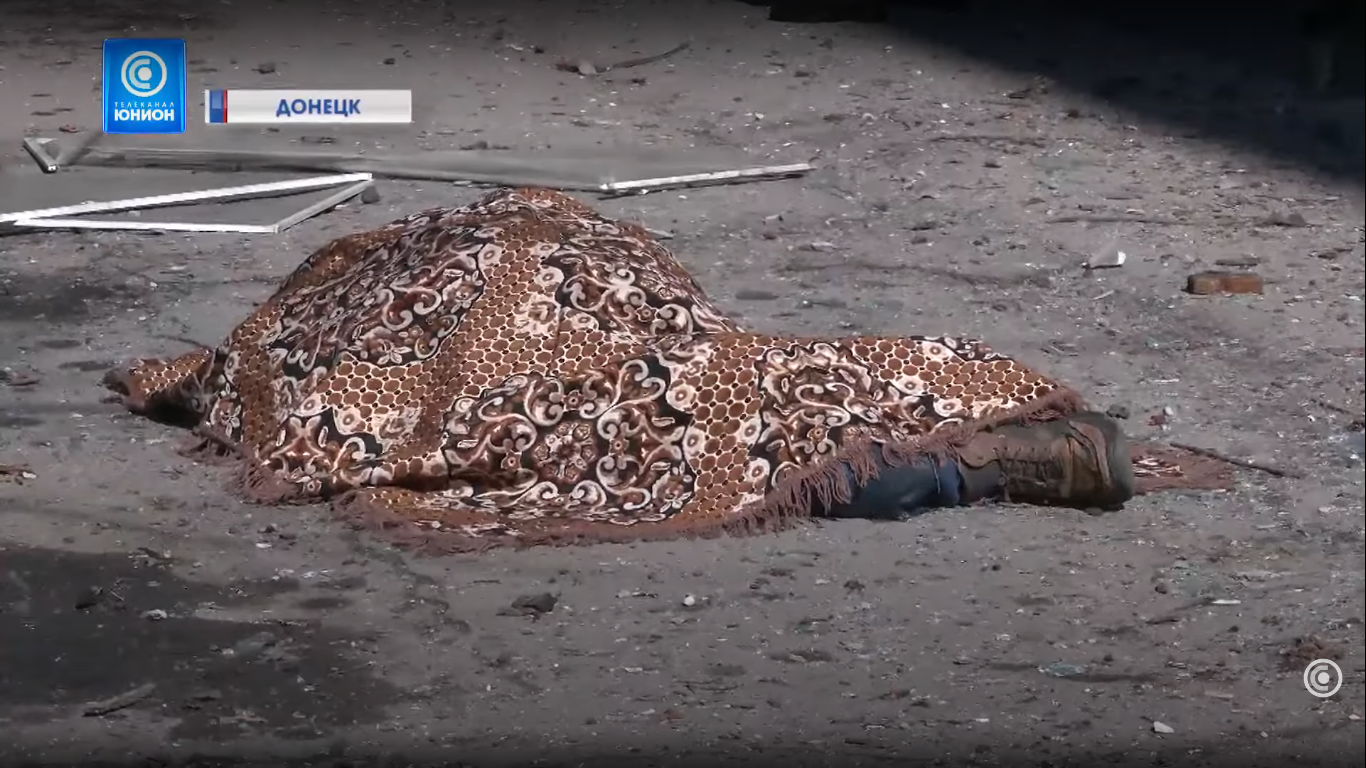
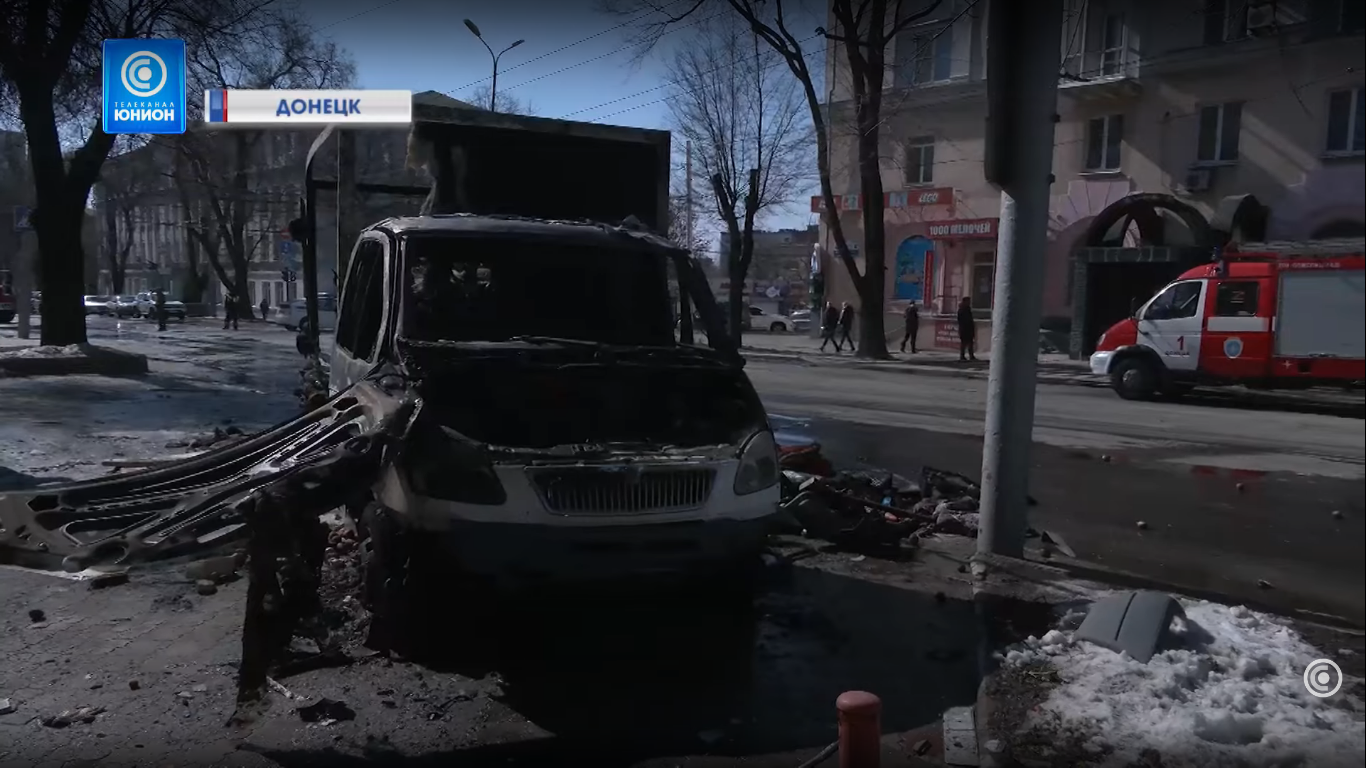
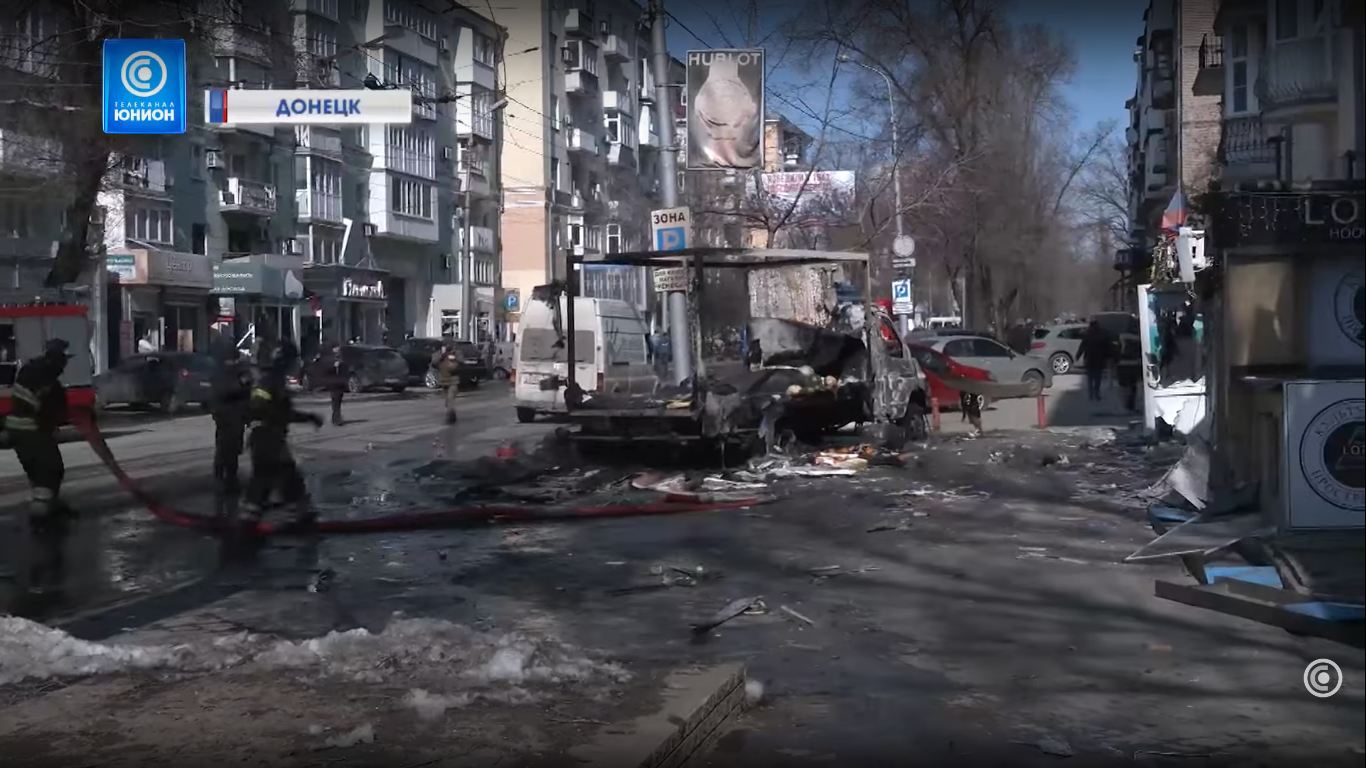
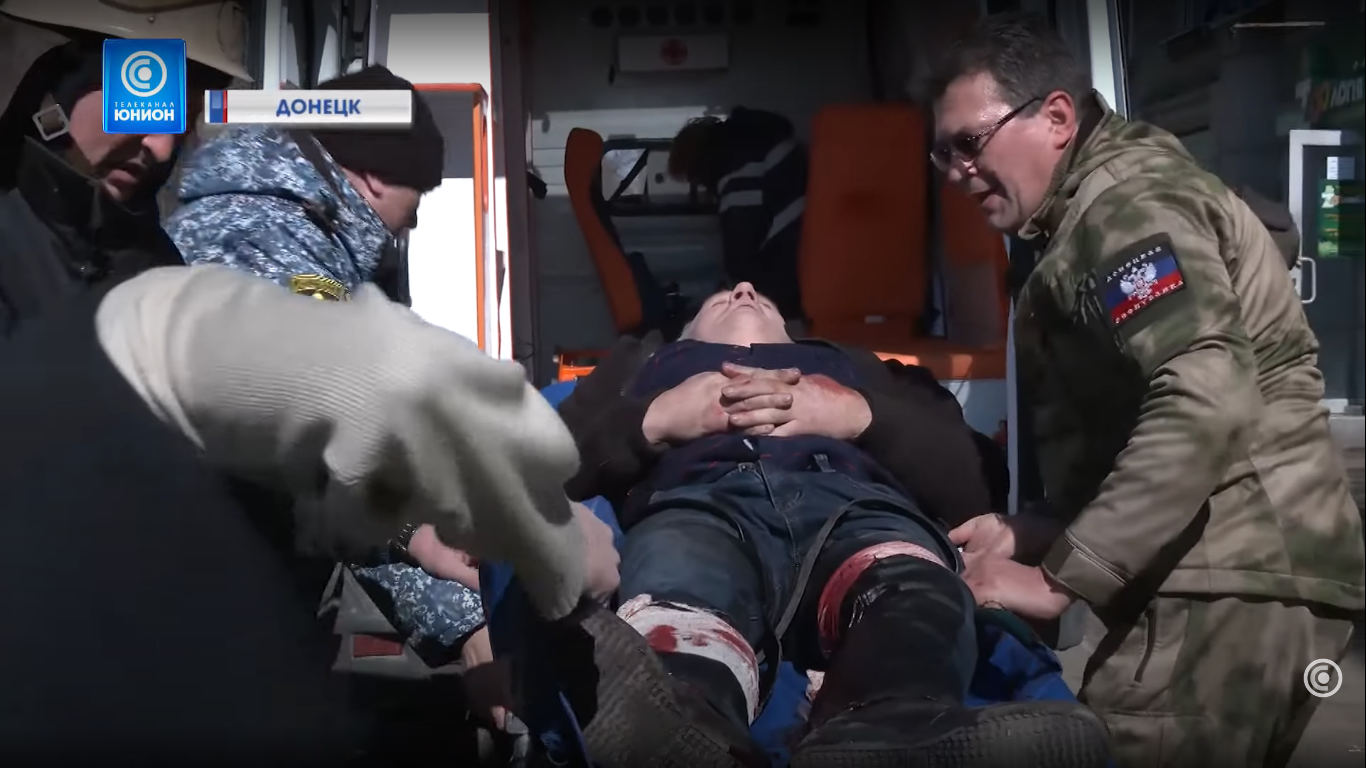